# Miogênese
Miogênese é o processo de diferenciação celular que ocorre no tecido muscular.

## Etapas
A miogênese ocorre com a ativação das células satélites, as células-tronco do tecido muscular esquelético que se encontram em estado quiescente. Após sua ativação, as células se proliferam, e enquanto uma parte retorna ao seu estado quiescente, outra população inicia seu processo de diferenciação, sendo nomeadas mioblastos. Mioblastos são células mononucleadas que podem se replicar ou se diferenciarem, perdendo a capacidade proliferativa e se tornando capazes de se fusionarem umas as outras, formando células multinucleadas. Estas células são chamadas miotubos, e produzem proteínas específicas que possibilitam o processo de contração muscular.  Durante a fase adulta, a miogênese é necessária para realizar o reparo tecidual e a hipertrofia muscular.
A miogênese é um processo bem coordenado onde cada fase da diferenciação depende da expressão de genes específicos para ocorrer. Alguns fatores são essenciais para a diferenciação, sendo nomeados Fatores Regulatórios da Miogênese (MRF).